# Maksym Slawynskyj

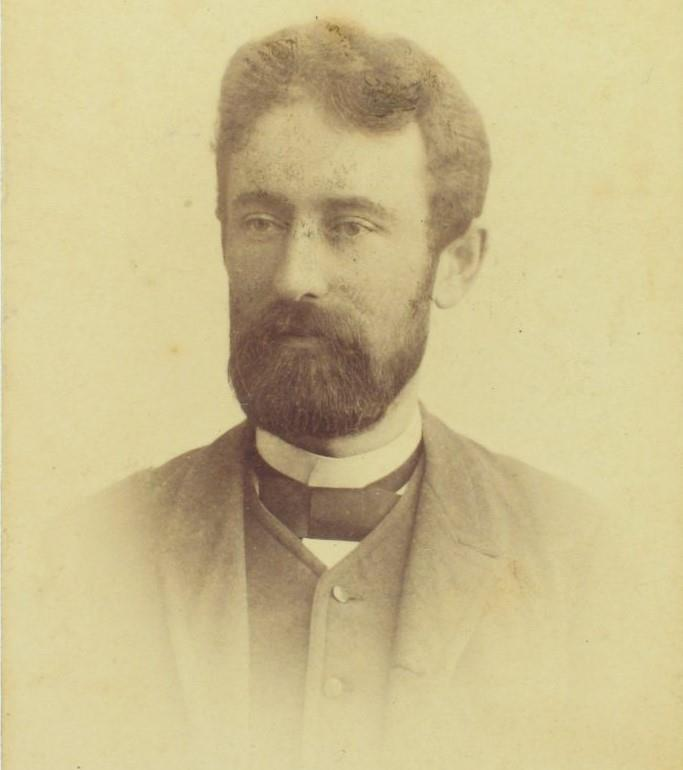
Maksym Slawynskyj (1894)

Maksym Antonowytsch Slawynskyj (ukrainisch Максим Антонович Славинський; * 12. Augustjul. / 24. August 1868greg. in Stawyschtsche, Gouvernement Kiew, Russisches Kaiserreich; † 23. November 1945 in Kiew, Ukrainische SSR) war ein ukrainischer Autor, Dichter, Übersetzer, Diplomat und Politiker.

## Leben
Maksym Slawynskyj machte am zweiten Kiewer Gymnasium das Abitur und studierte zwischen 1887 und 1891 Recht und die Geschichte und Philologie an der Universität Kiew. Anschließend zog er nach lebte er in Jekaterinoslaw und bei einer Zeitung arbeitete
Während seiner Studienjahre war er Mitglied des Kiewer Literaturklubs „Pleyada“, wo zusammen mit Lessja Ukrajinka das „Buch der Lieder“ von Heinrich Heine übersetzte und 1892 publizierte.
Von 1898 an lebte er in Sankt Petersburg, wo er als Rechtsanwalt arbeitete und zunächst Mitherausgeber einer progressiven Zeitung und ab 1906 Herausgeber der Ukrainskii vestnik (Ukrainischer Herold) und zwischen 1909 und 1917 der Zeitschrift Vestnik Evropy (Europäisches Journal) war.
In Sankt Petersburg wurde er Parteimitglied der Ukrainischen Radikalen Demokratischen Partei (ab 1917 Ukrainische Partei der Sozialistischen Föderalisten) und Ende März 1917 wurde er ein Vertreter der Zentralna Rada bei der provisorischen russischen Regierung in Sankt Petersburg.
1918 ging er zurück in die Ukraine und wurde im Mai 1918 Mitglied des Rates des Außenministeriums im „Ukrainischen Staat“ und war vorübergehend Botschafter der Ukraine im Dongebiet sowie zwischen Mai und Juni 1918 Verhandlungsteilnehmer in den Verhandlungen mit der Sowjetunion. In der zweiten Regierung Fedir Lysohubs war er dessen Arbeitsminister. 1919 leitete er die diplomatische Mission der ukrainischen Volksrepublik in der Tschechoslowakischen Republik in Prag. Dort referierte er ab 1923 am, nach Dragomanow benannten, ukrainischen höheren pädagogischen Institut über die Geschichte der westeuropäischen Literatur und war Professor für Moderne Geschichte an der ukrainischen Wirtschaftsakademie in Poděbrady. Er war zudem weiterhin politisch aktiv und arbeitete mit der Exilregierung der Ukrainischen Volksrepublik zusammen.
1945 wurde er vom sowjetischen Abschirmdienst „SMERSH“ in Prag verhaftet und im Lukjaniwska-Gefängnis in Kiew inhaftiert, wo er im selben Jahr 77-jährig starb.

## Werk
Maksym Slawynskyj war Autor von Prosa und von zahlreichen historischen, literarischen und publizistischen Artikeln sowie Artikeln zur nationalen und europäischen Frage. 1947 schrieb er ein Lehrbuch über die Geschichte der Ukraine. Neben Heine übersetzte Slawynskyj auch Werke von Goethe, Anatole France, Romain Rolland, Adam Mickiewicz und Bolesław Prus. In den 1950er Jahren wurden seine Memoiren in Philadelphia veröffentlicht.